# 조국의 어머니
"조국의 어머니"는 한국에서 제작된 윤대룡 감독의 1949년 영화이다. 주증녀 등이 주연으로 출연하였고 윤대룡 등이 제작에 참여하였다.

## 출연

### 주연
- 주증녀
- 허영
- 손전
- 권일청

### 조연
- 손전

## 기타
- 녹음: 조종국